# Resolució 386 del Consell de Seguretat de les Nacions Unides
La Resolució 386 del Consell de Seguretat de les Nacions Unides, aprovada el 17 de març de 1976 assenyala les declaracions fetes pel president i el ministre de Relacions Exteriors de la República Popular de Moçambic i també va expressar la seva preocupació per la situació creada pels actes de provocació i agressions comeses pel règim de la minoria il·legal a Rhodèsia. El Consell va reafirmar el seu treball anterior en relació amb Rhodèsia, incloent les seves resolucions imposar sancions a aquest país i va prendre nota del seu reconeixement amb la cooperació de Moçambic amb aquest pla. La Resolució condemna així els actes agressius de Rhodèsia, incloent les incursions militars contra Moçambic i pren nota de la necessitat econòmica urgent i especial de Moçambic, que va sorgir de l'aplicació de la resolució 253.
El Consell va fer una crida als Estats a proporcionar assistència immediata a Moçambic, va sol·licitar que diverses agències de l'ONU, incloent el PNUD, el Programa d'Aliments, el Banc Mundial i el FMI, ajudessin Moçambic. Finalment, la resolució demana al Secretari General que organitzi esforços per superar les dificultats econòmiques de Moçambic a causa de les seves aplicacions de sancions econòmiques contra Rhodèsia.